# Thomas Briceño

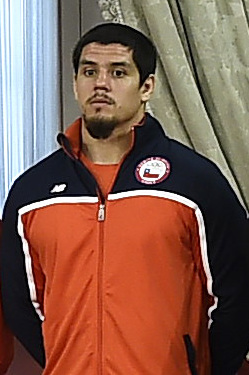
Thomas Briceño

Thomas Briceño (16 september 1993) is een Chileense judoka.
Hij nam deel aan de Olympische Zomerspelen 2016 in Rio de Janeiro, bij de mannen tot 90 kg. In 2019 werd hij eerste bij de Pan-Amerikaanse Spelen in de klasse tot 100 kg.
Briceño studeert autotechniek aan Duoc UC in San Joaquín.